# Äskekärrskibet
Äskekärrskibet er vraget af et svensk vikingeskib. Det er blandt de bedst bevarede handelsskibe fra vikingetiden i Norden. Skibet blev fundet i Äskekärr nord for Alafors ved Göta älv. Det er dateret til 930'erne.
Skibet blev fundet i 1933 under arbejdet med at grave et dige ved en strandeng. Det viste sig at være en knarr. Skibet var et 16 m langt handelsskib med højt fribord, og på baggrund af de reparationer, der var udført på på skibet, mener man, at det har sejlet i omkring 100 år. Det har været bygget til at rumme en stor last. Hele skroget var bygget i egetræ, og det var tætnet med fåreuld og harpiks. Vraget er i dag udstillet på Göteborgs Stadsmuseum. Det er det eneste velbevarede vikingeskib fra Sverige.

## Vidfamne
Sällskapet Vikingatida Skepp i Göteborg byggede i 1994 en rekonstruktion af Äskekärrskibet, kaldet Vidfamne. Navnet kommer fra den legendariske vikingekonge Ivar Vidfadme. Rekonstruktionen blev udført på baggrund af fundet og fund af lignende vikingeskib i Danmark. Vidfamne har et råsejl på 88 m², og det har vist god sødygtighed under sejladser til både Danmark og Norge. Det har opnået hastigheder på op til 11 knob, og det har været muligt at krydse med skibet, hvilket man ikke tidligere troede var muligt.